# 南京应用技术学校冲突事件
南京应用技术学校冲突事件，指2019年4月下旬，该学校部分学生及家长因该学校突然頒布要求學生集體轉學的政策，而向校方要求維護學生的學位與就業權益，與警方在校園內一度爆發衝突，致多人受傷的事件。學校事件期間被曝出虚假招生，且无发放大专学历证书的资格。

## 当事方

### 涉事学校
| 学校                 | 性质                                                       | 涉及事项 | 参考资料 |
| -------------------- | ---------------------------------------------------------- | --- | -------- |
| 南京应用技术学校     | 由江苏省人力资源和社会保障厅批准设立的民办非营利性技工学校 | 2015年，南京应用技术学校租用南京东方文理专修学院校舍办学，在未报有关部门同意和备案的情况下，与其签订了合作办学协议 | [ 3 ]    |
| 南京东方文理专修学院 | 由江苏省教育厅批准成立的民办培训机构                       | 2016年，南京东方文理专修学院以南京应用技术学校名义进行虚假招生                                                     | [ 3 ]    |
| 应天职业技术学院     | 由江苏省教育厅批准成立的民办高职院校                       | 2018年5月，应天职业技术学院经江苏省教育厅批准进入南京东方文理专修学院校园办学                                      | [ 3 ]    |

### 相关人物
| 人物   | 身份 |
| ------ | --- |
| 王中平 | 江苏中宁教育集团董事长，應天職業技術學院（應天學院）黨委書記、黨校校長，南京東方文理研修學院董事長、法定代表人/负责人，江苏省安徽商会常务副会长 |
| 张璟   | 南京市應用技術學校（南應學校）校長 |
| 王薇   | 应天职业技术学院原党委书记、院长 |
| 韦邦民 | 江苏中宁教育集团执行总裁，南京应用技术学校教务处主任，执行校长，应天职业技术学院管委会副主任                                                    |
| 姜辛   | 应天职业技术学院纪委书记、党校副校长，南京应用技术学校副校长，学工处主任                                                                        |
| 赵晓金 | 南京应用技术学校副校长，常务校长 |
| 王海平 | 南京应用技术学校执行校长 |

### 南京应用技术学校沿革
| 时间      | 校名             | 校址                         | 备注 |
| --------- | ---------------- | ---------------------------- | --- |
|           | 南京英才技工学校 | 溧水县永阳镇毓秀路98号       | |
| 2015年3月 | 南京应用技术学校 | 雨花台区板桥街道青年路16号   | |
| 2017年6月 | 南京应用技术学校 |                              | 官网称与应天职业技术学院签订协议，成为应天职业技术学院的生源基地校，但被应天职业技术学院党委宣传部工作人员否认 |
| 2019年3月 | 南京应用技术学校 | 溧水区洪蓝街道蒲塘桥南路99号 | [ 10 ] |
| 2019年4月 | 南京应用技术学校 | 江宁区将军大道666-6号        | 租赁南京医药中等专业学校（江宁区麒麟街道大泉水208号）进行过渡办学，过渡期两年                                  |

## 事件过程
2019年4月22日，一名該學校護理系三年級生 ，在網上揭發學校造假，指校方在4月下旬時突然表示，為了讓學生取得大專文憑，必須要參加考試轉入另一所應天職業技術學院完成學業。後期被學生發現，學校系統裡註冊的護理系其實是「家政服務系」，该校已经无法向护理系学生提供文凭，南京应用技术学校要求护理系的学生必须转学到应天职业技术学校才能获得大专文凭，且应天职业技术学校也未开通护理系。學校一連串以假科系招生、騙取學費以及嚴重損害權益的醜聞隨即相繼曝光。察覺被蒙騙的受害學生和家長，在陸續與學校交涉時，反有受到一些壓制，包括遭受老師恐嚇不得張揚，當地公安亦監控着微信聯絡群組，監視相關維權集體活動。
由於期間校方態度避重就輕，學生與家長團體於4月26日前往學校，希望就學籍和變更科系等問題尋求明確解答。直至當晚校方都無派代表會面，而大批警察公安奉召到場驅離學生家長，雙方在校內爆發衝突多次推撞，多人受傷掛彩。有目击者称，当时学校不单止狂删网上消息，甚至没收全体学生手机，并调派大批「特警」深夜包围校园，使用「麻醉弹」镇压学生。現場有一名女學生倒地，多人被警員強行帶走。警方表示，事件中有2名學生受傷，一名19歲退學學生以「涉嫌煽動鬧事」被抓。而對於學校系列問題，官方當時只回應「一切都在積極調查中。」

## 當局反應和後續
4月27日，南京市公安局江宁分局发布官方微博称，事件系个别校外闲散人员及被该校开除学籍人员煽动的、打砸拆卸学校门窗、报亭等设施，数名带头煽动闹事者被警方现场带离。该校部分学生的学籍及专业问题仍在处理中。。4月28日，据澎湃新闻报导，江苏省人力资源和社会保障厅职业能力建设处及南京市人力资源和社会保障局正在介入处理。
5月22日，南京市人民政府新聞辦公室通報稱，王中平、張璟被南京市公安局以涉嫌诈骗罪而刑事拘留，還表示二人因嚴重的違規招生等行為，導致部分學生和家長因學籍問題聚集。

## 相关谣言
2019年5月6日，微信公众号“鹿林阁的青屿堂”一篇署名“我是许长安”，题为《卖淫、自杀、坑骗、群殴.....这到底是知识的殿堂还是人间炼狱？》的文章在互联网广为流传，该文对南应事件提出了诸多质疑，言辞十分激烈，具有一定的煽动性。但共青团福建省委微信公众号“福建共青团”于次日发布题为《“南应”又刷屏？聊聊这篇文章背后的“许长安”推文》的文章，认为“许长安”的文章造谣痕迹明显：
- 文章称，“你打电话报警，没人扯你，你打电话到教育局、人社局、监管局，始终要不到一个说法”。而事实上，事发第二天，公安和人社部门就已经发布了相关消息。
- 文章称“这件事自始至终没有一个官媒出来报道，媒体拿钱沉默，新闻根本发不出来”。而事实上，凤凰新闻、澎湃新闻等媒体第一时间对相关学校、家长、学生和人社局进行了采访并刊发了相关报道，@人民日报、@共青团中央 官方微博也对此事进行了回应。
- 文中有一张小腿严重割伤的照片，配文“触目惊心”，作者称是学生被警察殴打所致，但微博@江宁婆婆 （即南京市公安局江宁分局网安大队副大队长王海丁）对此进行了辟谣：受伤者（该校女生）当晚已经找到，是当晚唯二伤者之一，是因为走夜路不慎摔倒被地上的碎玻璃扎伤，另一名伤者是一名男生，只知道是被同学打伤的，打砸学校时已经受伤，具体原因自己也不太清楚。
- 文章为了证明“这个王中平有多狠呢”，称“据可靠消息王中平曾被提名南京市长”。但事实上，南京市是副省级市，其市长是副部级高官。按照组织程序，提名南京市长候选人需经江苏省委研究，并报中共中央同意。按照惯例，市长通常先由上级党委任命为市委副书记、市政府党组书记，并提名为市长候选人，之后再由市人大常委会表决任命为副市长、代市长，最后在市人大全体会议上正式当选为市长，才算是完成了这一流程。 而王中平只是一名商人，并非公职人员，根本不可能担任政府要职，造谣者显然对中共政治体制并不十分了解。
- 文中还提到“老师逼迫学生卖淫”、“女生在宿舍被学校活活打死”，因时间久远，暂时无法证明真伪。

福建共青团发现，公众号“鹿林阁的青屿堂”原名“桉宇树”、“宋青屿”。该公众号注册时间并不长，一共只有三篇推文，但其中两篇阅读量超过10万，一篇超过1万，与另一个公众号“世人謂我恋长安”是大小号关系，是于2019年2月因文章《一个出身寒门的状元之死》涉嫌造谣而被迫永久关停的公众号“咪蒙”和同名微博账号旗下的签约作者。“许长安”在文中自称是一名在校大学生，但又曾在知乎以“许长安”的ID发文自称“华西医院医生”，前后矛盾，身份可疑，从公众号的推送看，可能是一个团队在使用这个账号，而“许长安”、“桉宇树”与“何忘川”、“许诺”、“杨皓”都是该团队成员。综上所述，“许长安”的文章很有可能是咪蒙团队又一次用“标题党”引发网络焦虑、制造社会撕裂的举动。
5月7日，南京市人民政府新闻办公室发布通报：南应事件发生后，江宁区已着手对该校非法招生一事进行调查。事件发生后，有部分网民在网上造谣生事，部分社会人员进入学校煽动闹事，公安机关已经进行了及时处置。5月6日，王某开（居住地湖北武汉）、王某梁（居住地湖南长沙）在某微信公众号发表文章，捏造、散布“南京应用技术学校一女生被学校活活打死、学生家长被警察打晕在地、保安持枪与学生发生冲突”等谣言并被大量转发。二人因涉嫌寻衅滋事罪被公安机关依法刑事拘留。二人通过打赏已获利人民币3.2万余元。通报没有说明两名王姓嫌疑人是否与“许长安”有关。